# Кастольди, Марио
Марио Кастольди (итал. Mario Castoldi; 26 февраля 1888 — 31 мая 1968) — итальянский авиаконструктор, создатель гидросамолётов, а также истребителей, применявшихся Королевскими ВВС Италии в годы Второй мировой войны.

## Биография
В 1913 году окончил инженерный факультет Миланского политехнического института. После окончания учёбы он работал в Помилио. В 1918 году поступил на работу в переведенное в Рим техническое управление военной авиации Direzione Sperimentale dell’ Aviation Militare, которое через несколько лет стало зародышем «авиационного города» Гвидонии Монтечелио.
С 1922 года работал в компании Nieuport-Macchi, ставшей впоследствии Macchi Aeronautica. Его первой, более известной конструкцией стал гоночный гидросамолёт Macchi M.39, совершивший первый полёт 6 июля 1926 года. Однако прославился он благодаря своему гоночному гидросамолёту MC.72, установившему мировой рекорд скорости, не побитый до сих пор.
Впоследствии он перешёл к проектированию семейства истребителей, которые оказались одними из лучших итальянских самолётов Второй мировой войны. Он был разработчиком истребителей MC.200 Saetta, MC.202 Folgore и MC.205V Veltro.
В 1945 году Марио Кастольди вышел на пенсию, уйдя в частную жизнь.